# Kūtah Mehr
Kūtah Mehr (persiska: کوته مهر) är en ort i Iran.   Den ligger i provinsen Östazarbaijan, i den nordvästra delen av landet, 500 km väster om huvudstaden Teheran. Kūtah Mehr ligger 1 295 meter över havet och antalet invånare är 338.
Terrängen runt Kūtah Mehr är platt åt nordväst, men åt sydost är den kuperad.Runt Kūtah Mehr är det ganska tätbefolkat, med 90 invånare per kvadratkilometer. Närmaste större samhälle är Bonāb, 4,5 km nordväst om Kūtah Mehr. Trakten runt Kūtah Mehr består i huvudsak av gräsmarker.